# Hayv Kahraman
Hayv Kahraman (1981) es una artista pintora iraquí. Sus trabajos reflejan los asuntos polémicos de género, asesinatos de honor y guerra, todas cuestiones que afectan a su país de origen de Irak. Actualmente vive y trabaja en San Francisco, Estados Unidos.

## Vida y carrera
Nació en Bagdad, Irak, en 1981. Se mudó a Suecia a la edad de once. Comenzó con pintura al óleo desde sus 12 años y, más tarde, tuvo varias exposiciones exitosas en Suecia.
Su obra de arte describe los efectos de guerra y cómo afectan a las mujeres. Sus referencias estilísticas se abren a lo japonés, al arte de caligrafía del árabe nouveau, miniaturas persas e iconografía griega.

## Exposiciones en solitario y en grupo
- 2016 - Hayv Kahraman, Museo de Arte de la Joslyn, Omaha, Nebraska, 8 de octubre de 2016 – 8 de enero de 2017
- 2016 -  Tierra de nadie: Artistas de Mujeres del Rubell Colección Familiar, Miami, Florida
- 2015 - junio: Un Espectáculo de Pintura, Sadie Coles HQ, Londres
- 2015 - UNREALISM: Presentado por Larry Gagosian y Jeffrey Deitch.
- 2016 - Nos Son, El Pizzuti Colección, Colón, Ohio
- 2015 - Cómo iraquí Eres?, Jack Shainman Galería, Nueva York
- 2013 - Dejar el Huésped es el Maestro , Jack Shainman Galería, Nueva York
- 2013 - Repite: Arte islámico y Artistas Contemporáneos, Comisariados por Kim Masteller, Nelson-Atkins Museo, Kansas, 31 de agosto de 2013 - 30 de marzo de 2014
- 2013 - El jameel, Arte tradición islámica inspirada en, Comisariado por Salma Tuqan, San Antonio Museo de Arte, San Antonio, 24 de mayo de 2013
- 2012 - Fértil Crescent, Rutgers Paul Robeson Galería, Newark, 13 de agosto de 2012
- 2012 - Newtopia: el Estado de Derechos humanos, Comisariados por Katerina Gregos, Kazerne Dossin Museo, Bélgica, 1 de dic. de 2012
- 2009 - Marionetas, La Tercera Línea, Doha
  - - Dibujo de vida, La Tercera Línea, Dubái
  - - Trabajos nuevos, Thierry Goldberg Proyectos, Nueva York, Nueva York
  - - Presentación de solo por Thierry Goldberg Proyectos en Volta, Nueva York
  - - El 9.º Sharjah Bienal, Sharjah, UAE
  - - Descubrió: Arte Nuevo del Oriente Medio, El Saatchi Galería, Londres, Reino Unido
- 2008 - yo-Ling Eleen Lin & Hayv Kahraman, Thierry Goldberg Proyectos, Nueva York, NY
  - - Producto local, La Lisa Sette Galería, Scottsdale, EE. UU.
- Dibujo de 2007 Vidas, La Tercera Línea, Dubái, Emiratos Árabes Unidos
- 2007 - el día de las mujeres Internacionales, Erbil, Irak
- 2007 - Celebrando Mujeres en las Artes, Diyarbakir, Turquía (sola)
- 2006 - Daemons, Teatro de Fénix, Fénix, EE. UU.
- 2005 - Accademia di Arte e Diseño, Florence, Italia
- 2003 - Pensamientos encima Tela, Hudiksvall Museo, Hudiksvall, Suecia (sola)